# 8077 Hoyle
A 8077 Hoyle (ideiglenes jelöléssel 1986 AW2) a Naprendszer kisbolygóövében található aszteroida. Edward L. G. Bowell fedezte fel 1986. január 12-én.